# Jerome Storm
Jerome Storm (11 de noviembre de 1890 – 10 de julio de 1958) fue un director, actor y guionista cinematográfico de nacionalidad estadounidense, activo en la época del cine mudo. A lo largo de su carrera, dirigió un total de 47 filmes entre 1918 y 1932.

## Biografía
Nacido en Denver, Colorado, inició su carrera artística como actor teatral, pero pronto decidió entrar en la industria del cine mudo, pues veía en él una mayor probabilidad de conseguir el éxito. Rápidamente se convirtió en uno del grupo de jóvenes actores promesas de la época, el cual encabezaba el productor Thomas H. Ince, uno de los fundadores de la célebre Triangle Film Corporation.
Por deseo del propio Ince, Storm tuvo la posibilidad de probarse como director, dirigiendo catorce películas de Charles Ray, popular estrella cinematográfica del momento, entre 1919 y 1920. Alcanzada cierta popularidad, Storm decidió fundar su propia productora, Storm Pictures, que tuvo una breve vida.
El 19 de marzo de 1921 se casó con la actriz Mildred Richter, y siguió rodando hasta 1929. Tras un largo decenio de inactividad, apareció como actor, en un breve papel, en el film de 1939 Beau Geste. 
Jerome Storm falleció en Desert Hot Springs, California, en 1958.

## Filmografía completa[1]

### Actor
- Romance of Sunshine Alley, de Scott Sidney (1914)
- The Squire's Son, de Raymond B. West (1914)
- Shorty Turns Judge, de Francis Ford (1914)
- Mystery of the Lost Stradivarius, de George Lessey (1914)
- Shorty Falls Into a Title, de Raymond B. West (1914)
- The Cross in the Desert, de Walter Edwards (1914)
- In the Land of the Otter, de Walter Edwards (1915)
- The Bride of Guadaloupe, de Walter Edwards (1915)
- Tricked, de Tom Chatterton (1915)
- The Cup of Life, de Thomas H. Ince y Raymond B. West
- The Pathway from the Past, de Thomas H. Ince y Richard V. Spencer (1915)
- The Lighthouse Keeper's Son, de Tom Chatterton (1915)
- The Living Wage, de Richard Stanton (1915)
- Shorty's Ranch, de Scott Sidney (1915)
- Civilization, de Thomas H. Ince, Reginald Barker, Raymond B. West (1916)
- The Primal Lure, de William S. Hart (1916)
- Somewhere in France, de Charles Giblyn (1916)
- The Honorable Algy, de Raymond B. West (1916)
- The Bride of Hate, de Walter Edwards (1917)
- The Iced Bullet, de Reginald Barker (1917)
- The Pinch Hitter, de Victor Schertzinger (1917)
- His Mother's Boy, de Victor Schertzinger (1917)
- The Sign of the Cross, de Cecil B. DeMille (1932)
- Billion Dollar Scandal, de Harry Joe Brown (1933)
- So This Is Africa, de Edward F. Cline (1933)
- Diamond Trail, de Harry L. Fraser (1933)
- Rainbow Ranch, de Harry L. Fraser (1933)
- Gloria de un día, de Lowell Sherman (1933)
- Lone Cowboy, de Paul Sloane (1933)
- Volando a Río, de Thornton Freeland (1933)
- Good Dame, de Marion Gering (1934)
- Whirlpool, de Roy William Neill (1934)
- The Defense Rests, de Lambert Hillyer (1934)
- Against the Law, de Lambert Hillyer (1934)
- Mills of the Gods, de Roy William Neill (1934)
- Mississippi, de A. Edward Sutherland y Wesley Ruggles (1935)
- The Drunkard
- Party Wire
- Men of the Hour
- Let 'em Have It
- Hands Across the Table
- Super-Speed
- The Toast of New York
- Speed to Burn
- Men with Wings
- Give Me a Sailor
- Beau Geste, de William A. Wellman (1939)
- Father Takes a Wife, de Jack Hively (1941)

### Director
| - Keys of the Righteous (1918) - Naughty, Naughty! (1918) - The Family Skeleton (1918) - The Biggest Show on Earth (1918) - A Desert Wooing (1918) - The Vamp (1918) - The Girl Dodger (1919) - Greased Lightning (1919) - The Busher (1919) - Hay Foot, Straw Foot (1919) - Bill Henry (1919) - The Egg Crate Wallop (1919) - Crooked Straight (1919) - Red Hot Dollars (1919) - Alarm Clock Andy (1920) - Homer Comes Home (1920) - Paris Green (1920) - The Village Sleuth (1920) - Peaceful Valley (1920) - An Old Fashioned Boy (1920) - Her Social Value (1921) - The Rosary (1922) - Arabian Love (1922) - Honor First (1922) | - A California Romance (1922) - Truxton King (1923) - Goodbye Girls (1923) - Madness of Youth (1923) - Children of Jazz (1923) - St. Elmo (1923) - The Goldfish (1924) - The Siren of Seville (1924) - The Brass Bowl (1924) - Some Pun'kins (1925) - Sweet Adeline (1926) - Ladies at Ease (1927) - Ranger of the North (1927) - The Swift Shadow (1927) - Fangs of the Wild (1928) - Law of Fear (1928) - Dog Justice (1928) - Captain Careless (1928) - Dog Law (1928) - Tracked (1928) - The Yellowback (1929) - Courtin' Wildcats (1929) - The Racing Strain (1932) |

### Guionista
| - Her Social Value, de Jerome Storm (1921) - Along Came Auntie, de Fred Guiol y Richard Wallace (1926) - Should Husbands Pay?, de F. Richard Jones y Stan Laurel (1926) | - Wise Guys Prefer Brunettes, de Stan Laurel (1926) - Raggedy Rose, de Richard Wallace (1926) - Galloping Ghosts, de James Parrott (1928) |